# Dél-Korea történelmi látványosságai
Dél-Korea történelmi látványosságai a kulturális örökség megőrzésére létrehozott program része, melynek keretében az ország megőrzésre érdemes tárgyi örökségét kívánják védeni. 
A kulturális örökséget a Kulturális Örökségvédelmi Hivatal (대한민국 문화재청, Tehan Minguk Munhva Csecshong, KÖH) felügyeli, a védelmet pedig az 1999-es kulturális örökségvédelmi törvény biztosítja.
A történelmi látványosságként definiált helyek rendkívüli történelmi és tudományos értékkel rendelkeznek, és különösen említésre méltóak (pl. történelem előtti helyszínek, erődök, sírok, égetőkemencék, dolmenek, templomkomplexumok).

## Lista
A listában a visszavont, illetve megszűnt elemek is szerepelnek.
- 1–100
- 101–200
- 201–300
- 301–400
- 401–500
- 501–600